# 大内竹之助

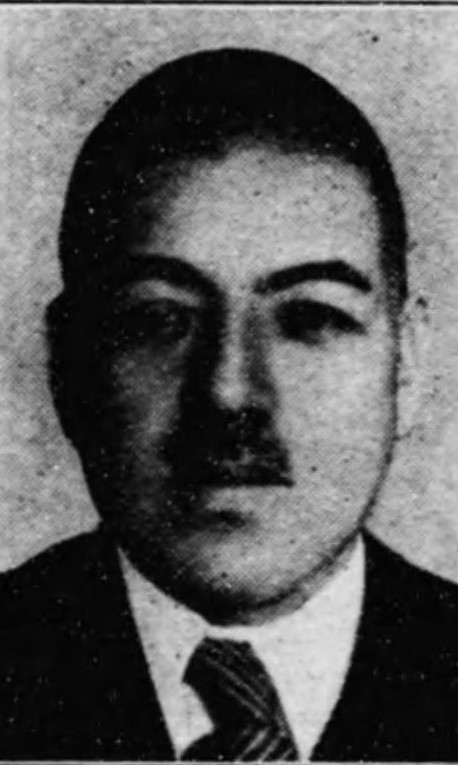
大内竹之助

大内 竹之助（おおうち たけのすけ、1888年12月12日 - 1965年11月17日）は、日本の政治家。衆議院議員（1期）。

## 経歴
茨城県出身。1907年茨城県立水戸農学校(現・茨城県立水戸農業高等学校)卒。高鈴村議、助川町議、茨城県会議員、同農会議員、助川町長となる。
1937年の第20回衆議院議員総選挙において茨城2区(当時)から立憲政友会公認で立候補して当選。衆議院議員を1期務めた。1942年の第21回衆議院議員総選挙には立候補せずに引退。終戦後、公職追放となった。
このほか常陸セメント(株)常務取締役、同社長、茨城いすゞ自動車(株)取締役、茨城相互銀行(現・筑波銀行)取締役会長を務めた。